# Ratež
Ratež este o localitate din comuna Novo mesto, Slovenia, cu o populație de 377 de locuitori.